# 中华豫剧文化促进会
中华豫剧文化促进会是一个以弘扬中华豫剧文化，展示中原丰厚文化底蕴为目的的组织。促进会的发起方为中粮集团和河南省政协，中华豫剧文化促进会于2010年6月20日在北京市成立。中华豫剧促进会目前的名誉会长为原中华人民共和国国防部部长曹刚川；顾问为第十届中国全国政协副主席张思卿和河南省省政协主席叶冬松；会长为河南省政协原主席王全书。